# Großer Trögler
Großer Trögler är en bergstopp i Österrike.   Den ligger i distriktet Innsbruck-Land och förbundslandet Tyrolen, i den västra delen av landet, 400 km väster om huvudstaden Wien. Toppen på Großer Trögler är 2 902 meter över havet, eller 224 meter över den omgivande terrängen. Bredden vid basen är 1,5 km.
Terrängen runt Großer Trögler är bergig. Runt Großer Trögler är det glesbefolkat, med 20 invånare per kvadratkilometer.. Närmaste större samhälle är Sölden, 12,6 km väster om Großer Trögler. 
Trakten runt Großer Trögler består i huvudsak av gräsmarker.